# Штурмгауптфюрер
Штурмгауптфюрер (нем. Sturmhauptführer, сок. Stuhaf) — полувоенное звание в СА и в СС. Соответствовал званию гауптмана в рейхсвере. Эквивалент капитана в западных вооружённых силах. В 1934 году, после «ночи длинных ножей» в СС звание штурмгауптфюрера было заменено на гауптштурмфюрера; в СА звание сохранилось до 1945 года.
Звание штурмгауптфюрер было введено в СА с 1928 года и жаловалась командирам роты СА.
В СС звание использовалось с 1930 по 1934 год в качестве следующего по старшинству над штурмфюрером. Штурмгауптфюрер изначально рассматривался как старший лейтенант, но после 1932 года ранг начал оцениваться выше оберштурмфюрера и стал эквивалентом капитана. Отличительный знак также был изменён, чтобы отображать более высокий статус.
В 1934 году, после «ночи длинных ножей», СС изменило его название на гауптштурмфюрер. По большей части это было сделано с целью отделить систему званий СС от СА, расцениваемых теперь как две совершенно разные организации. Звание штурмгауптфюрер было в СА до 1945 года.